# Heinrich Wieschhoff

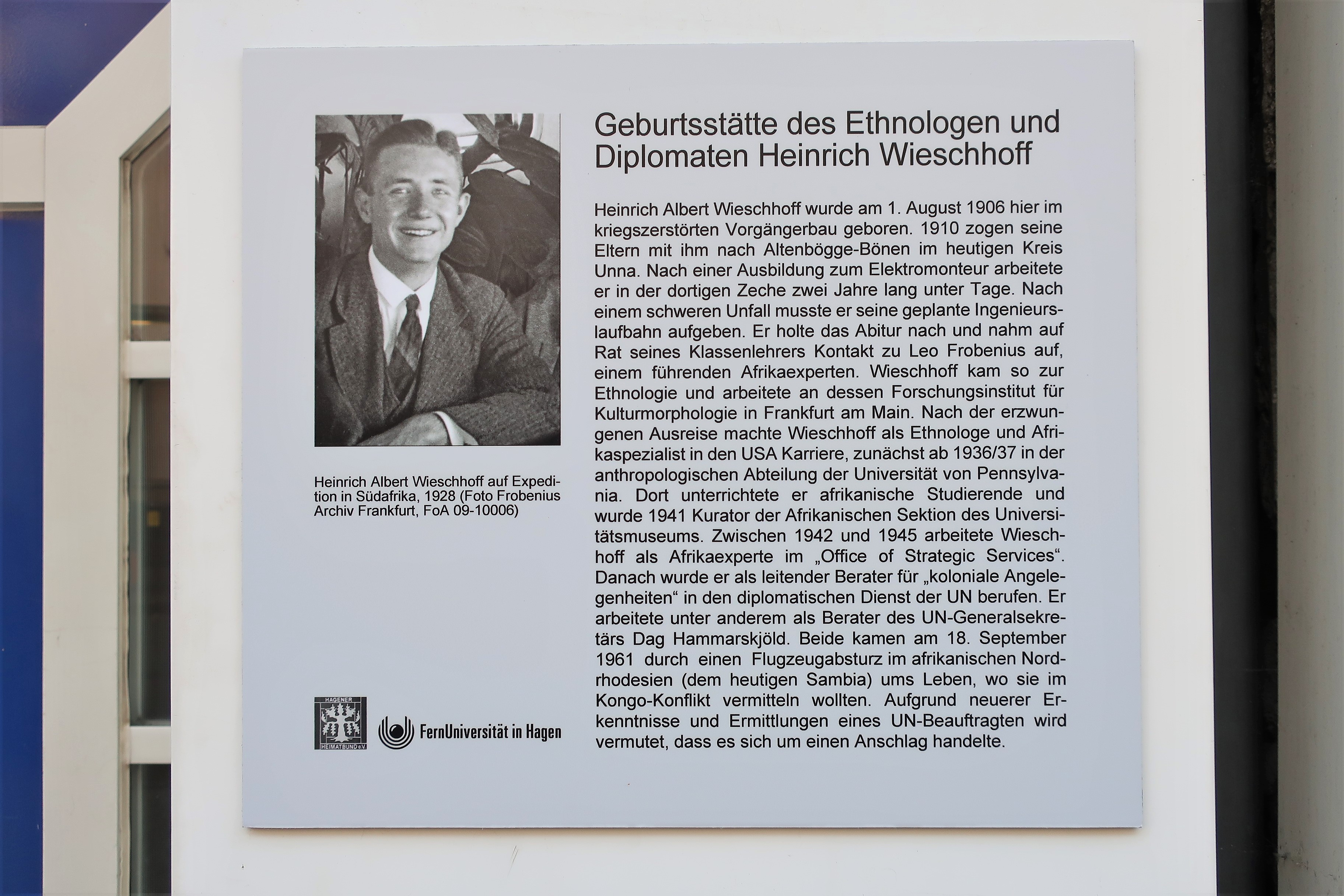
Infotafel am Geburtshaus in Hagen

Heinrich Albert «Heinz» Wieschhoff (geboren 1. August 1906 in Hagen; gestorben 18. September 1961 bei Ndola, Nordrhodesien) war ein deutsch-amerikanischer Ethnologe und politischer Berater.

## Schule und Studium
Heinz Wieschhoff war ein Sohn des Heinrich Wieschhoff und der Eugenia Retberg, er wuchs in Bönen-Altenbögge auf. Im Studium wurde er Anhänger der Kulturmorphologie und Schüler des Ethnologen Leo Frobenius. Er promovierte 1933 an der Universität Frankfurt über Rhodesien. Danach arbeitete er am Frobenius-Institut. Eine Zeitlang galt er als möglicher Nachfolger von Frobenius.

## Berufliche Tätigkeiten in den USA
1936 übersiedelte Wieschhoff in die Vereinigten Staaten. Dort wurde er US-Bürger und Kurator der Afrika-Abteilung des Museums der Universität von Pennsylvania.
Im Zweiten Weltkrieg arbeitete er von 1942 bis 1945 als Berater für Afrikafragen im Office of Strategic Services (OSS).
Nach der Gründung der UN nahm er dort zunächst eine Tätigkeit im Zusammenhang mit Treuhandfragen auf. Später wurde er Afrikaberater des UN-Generalsekretärs Dag Hammarskjöld. Gemeinsam mit diesem kam er 1961 während einer Friedensmission im Kongo bei einem ungeklärten Flugzeugabsturz ums Leben.

## Schriften (Auswahl)

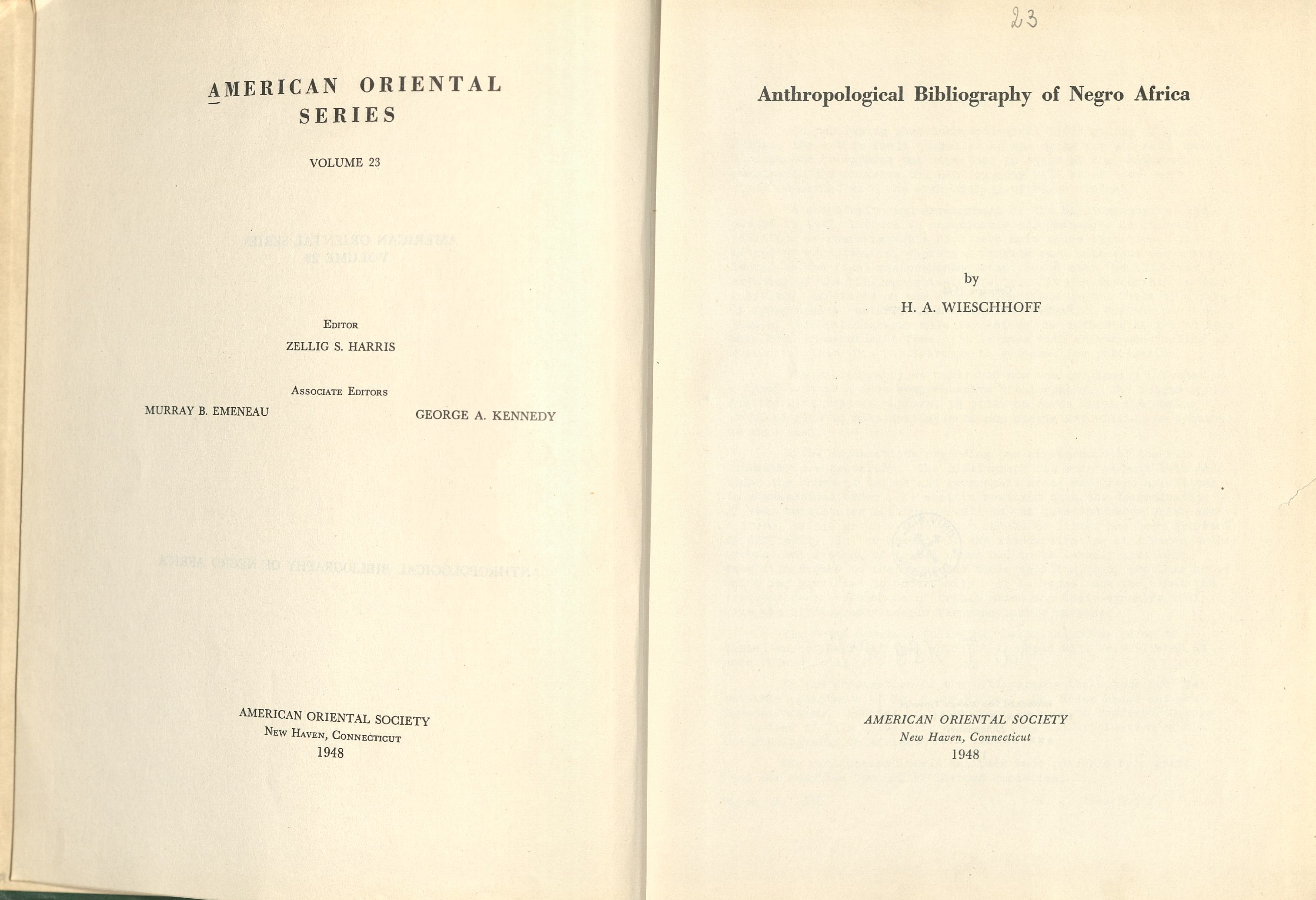
Anthropological Bibliography of Negro Africa (1948)

- Die afrikanischen Trommeln und ihre außer-afrikanischen Beziehungen, Stuttgart 1933.
- Anthropological bibliography of Negro Africa. New Haven : American Oriental Soc., 1948